# انگیختگی
واژه انگیختگی یا برانگیختگی (به انگلیسی: Arousal) بیان یک وضعیت فیزیولوژیکی و روانی از بیدار شدن، هشیاری یا به محرکی واکنش نشان دادن است. این اتفاق مجموعه‌ای است شامل دخالت دستگاه فعال کننده مشبک در ساقه مغز، سامانه عصبی خودگردان و غده درون‌ریز، که منجر به افزایش ضربان قلب و فشار خون و وضعیت هوشیاری حسی، تحرک و آمادگی برای پاسخ می‌شود.
مجموعه بسیاری از سیستم‌های عصبی مختلف درگیر در این چیزی‌ست که در مجموع از آن به عنوان «سامانه انگیختگی» یاد می‌شود. پنج سیستم اصلی با منشاءشان در ساقه مغز، مبتنی بر انتقال دهنده‌های عصبی مانند استیل کولین، نوراپی نفرین، دوپامین، هیستامین و سروتونین با اتصالاتی عصبی که در سراسر مغز گسترده شده‌اند جزو این مجموعه محسوب می‌شوند، و هنگامی که این سیستم آغاز به عمل می‌کند، مناطق عصبی دریافت‌کننده حساس می‌شوند و آماده پاسخ به سیگنال‌های دریافتی می‌گردند.
تفاوت انگیختگی، اضطراب و استرس
انگیختگی ممکن است به عنوان تنوعی از فعالیت‌های کلی فیزیولوژیکی و روانشناختی در پیوستاری از خواب عمیق تا هیجان شدید تعریف شود (گلد و کرین، 1992). وقتی خسته، آرام یا در خواب هستیم، حالت انگیختگی در ما پائین است. وقتی هیجان زده، خشمگین یا مضطرب می‌شویم، حالت انگیختگی در ما بالا می‌رود. حالت‌های انگیختگی بالا یا پائین به خودی خود الزاماً خوشایند یا ناخوشایند نیستند. از طرف دیگر اضطراب به عنوان احساس ناخوشایند تعریف می‌شود: حالت هیجانی منفی، عصبانیت، ناراحتی و تشویش که با فعالیت یا انگیختگی جسمانی نیز همراه است. بدین ترتیب می‌توانیم تصور کنیم که اضطراب یک حالت ناخوشایند یا انگیختگی بالا است (وینبرگ و گلد، 1999). استرس، معنای وسیع‌تری نسبت به اضطراب دارد. استرس فرایندی است که به وسیله آن شخص تهدیدی را دریافت می‌کند و با یک سری از تغییرات فیزیولوژیکی و روانشناختی همراه با افزایش در انگیختگی و تجربه اضطراب به آن پاسخ می‌دهد. وقتی با خواسته‌هایی سروکار داریم که ارضاء آنها دشوار است، تمایل بیشتری به تجربه استرس داریم، اما آنچه که پیامدهای جدی را در پی دارد زمانی است که ما برای برآورده کردن آنها با شکست مواجه شویم. اگر استرس طولانی مدت یا مزمن شود، می‌تواند موجب آسیب جدی هم از لحاظ بهداشت روانی و هم جسمانی شود. در حالی که تجربه میزانی از اضطراب قبل از رقابت کاملاً عادی است و آن را کاملاً مفید تصور می‌کنند، اجرا کنندگان مهارت نباید دارای اضطراب دائمی باشند و خودشان را با نزاع غیرقابل حلّی تصور کنند (هاردی، مولن و جونز، 1996)

## نظریه‌ها و مدل‌های انگیختگی
۱. نظریه U وارونه

نظریه U وارونه از یرکیس و دادسون (امریکا- ۱۹۰۸) نشأت گرفته است. عقیده بر این است که برای احرای بهینه تکلیف، سطح متوسطی از انگیختگی مورد نیاز است طوری که با کاهش یا افزایش انگیختگی از این سطح، عملکرد بسته به شیب کاهش یا افزایش افت خواهد کرد.
۲. نظریه سائق

این نظریه توسط هال در سال ۱۹۴۳ در آمریکا ارائه شد و علی‌رغم پیچیدگی آن دارای کاربردی ساده برای عملکرد است. مطابق با این نظریه برای فردی که در یک مهارت یا تکلیف به سطح مهارت بسیار بالایی دست یافته است بیشترین میزان انگیختگی باعث بهترین عملکرد می‌شود.
۳. نظریه وارونگی

نظریه وارونگی (در بریتانیا توسعه یافت) نخست به عنوان یک چارچوب به عاطفه هیجانی و انگیختگی (اپتر، ۱۹۸۲) اختصاص یافت و اظهار می‌کند که رابطه بین انگیختگی و عاطفه به تفسیر شناختی انگیختگی (بازهم ارزیابی شناختی مهم است) بستگی دارد. انگیختگی بالا ممکن است در عباراتی مثبت مثل انگیختگی یا به‌طور منفی به عنوان اضطراب تفسیر شود. همین‌طور انگیختگی کم ممکن است به عنوان آرامش یا ملال تفسیر شود. هم انگیختگی و هم تفسیر عاطفی درطول یک پیوستار متنوع می‌باشد و نظریه وارونگی نیز اضافه می‌کند که یک شخص ممکن است از یک پیوستار به پیوستار دیگر در نوسان باشد. نظریه وارونگی برای اضطراب همراه با انگیختگی و ابعاد مثبت استرس ارائه شده است که چهار حالت را به بار می‌آورد: بسیار محرک (اضطراب)، تحریک بسیار اندک (ملال)، خواب و انگیختگی. شاید مهم‌ترین دستورالعمل نظریه وارونگی این باشد که انگیختگی ممکن است مثبت یا منفی باشد و تفسیر شناختی در کل رابطه عملکرد با اضطراب را متنوع می‌سازد. به عبارت دیگر برای افرادی که زیادی انگیختگی هیجان ایجاد می‌کند و و برای افرادی که کمی انگیختگی آرامش به ارمغان می‌آورد اجرا بهینه می‌شود ولی افرادی که با زیاد شدن انگیختگی مضطرب می‌شوند و افرادی که کم شدن انگیختگی آن‌ها را کسل می‌کند اجرایشان تضعیف می‌شود
۴. مدل فاجعه 

طراحان این مدل هاردی و فازی (۱۹۸۷) از کشور آمریکا می‌باشند. بر اساس این مدل، با افزایش انگیختگی اجرا بهبود پیدا می‌کند ولی اگر از یک حد معین فراتر رود اجرا نه به صورت تدریجی (انگونه که در یو وارونه می‌باشد) بلکه به صورت ناگهانی و فاجعه وار افت می‌کند.
۵. مدل عملکرد بهینه

ابداع کننده این مدل یوری هنین (۱۹۹۹) از کشور روسیه است. این مدل بیان می‌کند که هر فردی دارای حدودی و دامنه ای از انگیختگی است که در آن دامنه بهترین اجرای او ایجاد می‌شود.

۶. مدل ویژگی انگیختگی
آخرین مدل انگیختگی توسط احمدرضا موحدی (۲۰۰۷) از کشور ایران توسعه یافت. بر اساس این نظریه کم بودن و زیاد بودن انگیختگی برای اجرای یک تکلیف مهم نیست. مهم عادت کردن به سطح انگیختگی است. اگر در جلسات تمرین تکلیف، انگیختگی کم باشد در جلسه آزمون یا مسابقه، انگیختگی باید کم باشد تا بهترین اجرا برای آن تکلیف صورت پذیرد و بر عکس اگر در جلسات تمرین انگیختگی زیاد باشد در جلسه آزمون و مسابقه هم انگیختگی باید زیاد باشد تا بهترین اجرا صورت پذیرد.